# Sagonjevo
Sagonjevo (cyr. Сагоњево) – wieś w Serbii, w okręgu toplickim, w gminie Kuršumlija. W 2011 roku liczyła 103 mieszkańców.